# Ulolonche disticha
Ulolonche disticha là một loài bướm đêm trong họ Noctuidae.